# Paratrizygia infuscata
Paratrizygia infuscata är en tvåvingeart som beskrevs av Freeman 1951. Paratrizygia infuscata ingår i släktet Paratrizygia och familjen svampmyggor. Inga underarter finns listade i Catalogue of Life.